# Kloster Steingaden

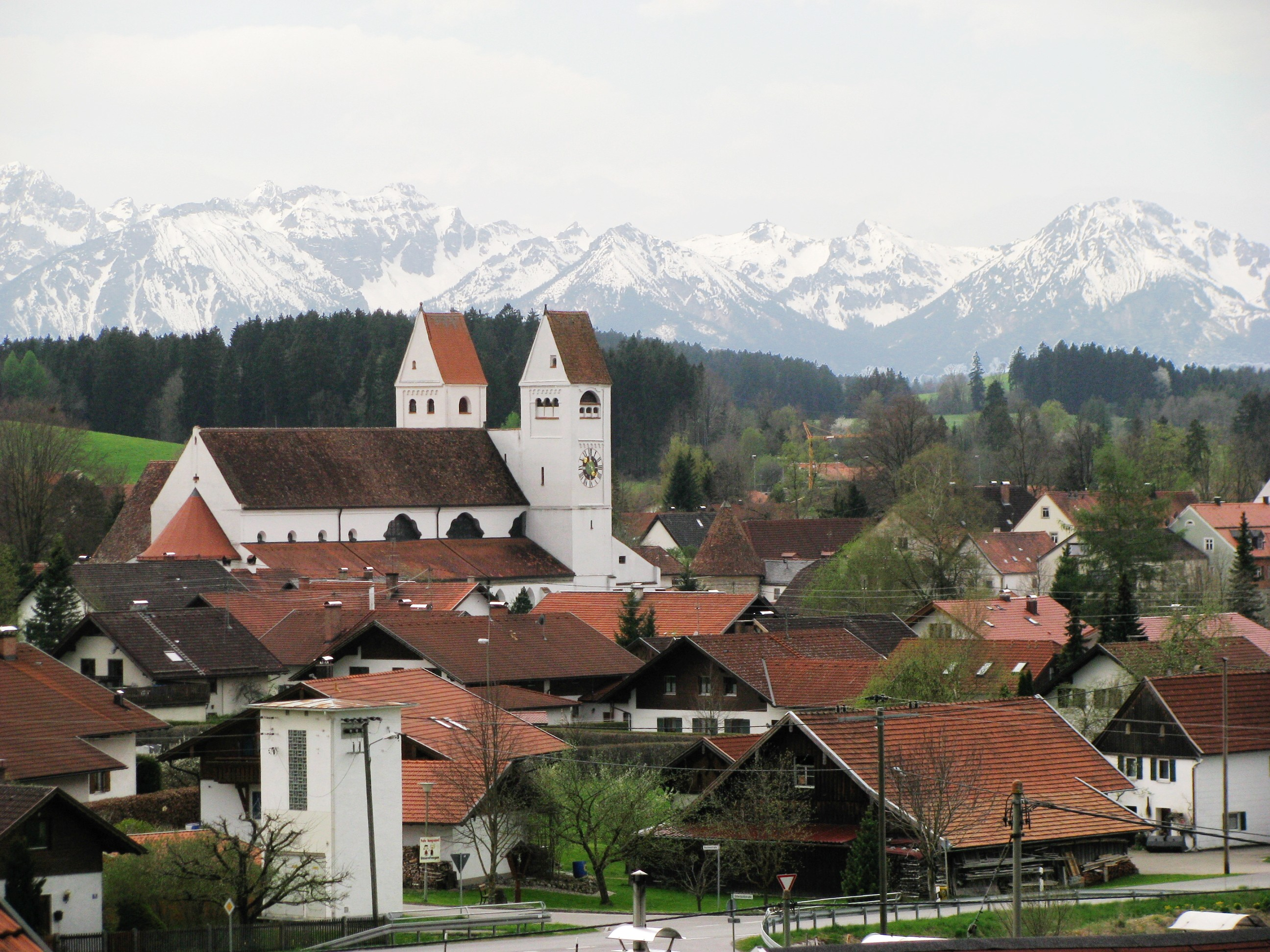
Kloster Steingaden

Das Kloster Steingaden ist eine ehemalige Prämonstratenserabtei in Steingaden in Bayern in der Diözese Augsburg.

## Geschichte

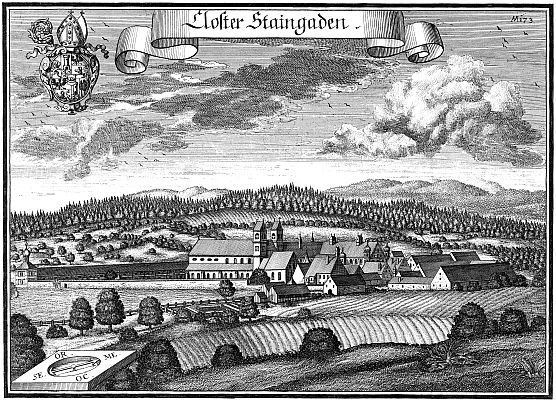
Kloster Staingaden, Kupferstich von Michael Wening (1718)

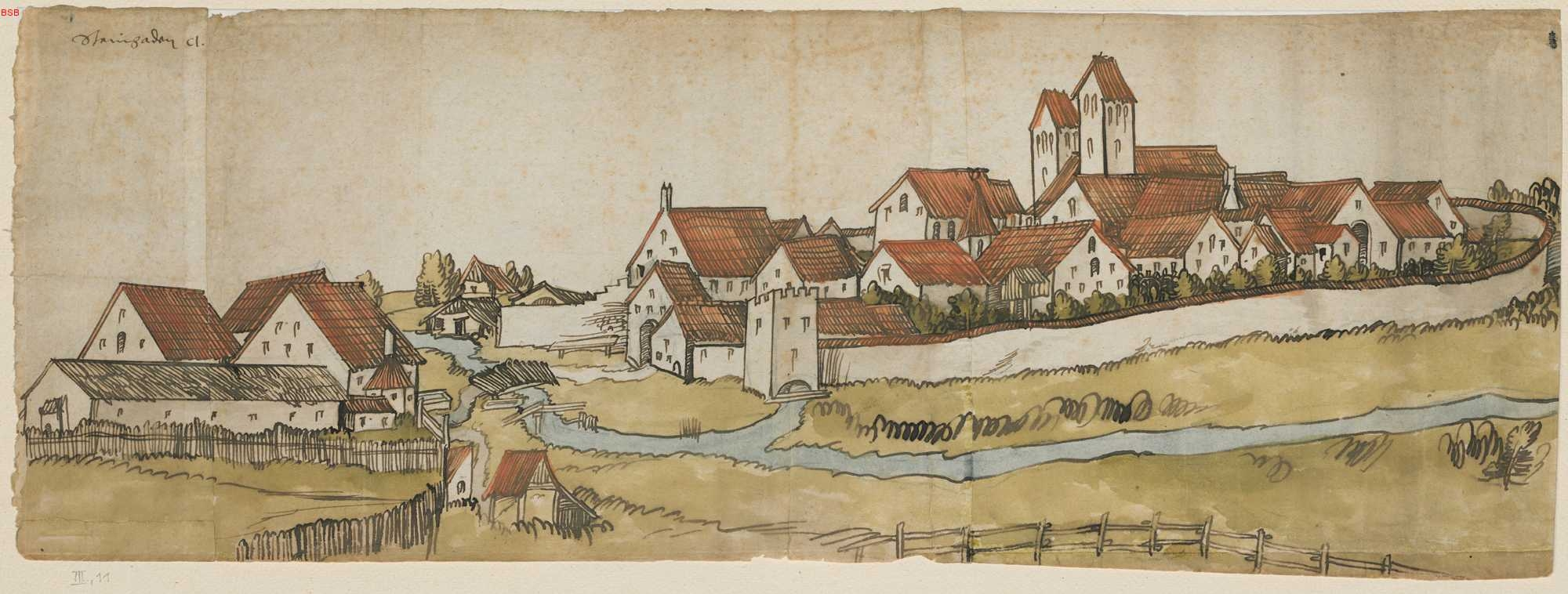
Ansicht von Philipp Apian (ca. 1560), von Osten

Seit 1055 spielte das Gebiet am oberen Lech eine wichtige Rolle in der welfischen Hausmachtspolitik. Zu seinem Schutz entstanden die Burgen auf dem Schlossberg bei Peiting und die Veste bei Alt-Schongau (Altenstadt). 1073 gründete Welf IV. das Nachbarkloster Rottenbuch, das rasch zu einem bedeutenden Augustinerchorherrenstift aufstieg.

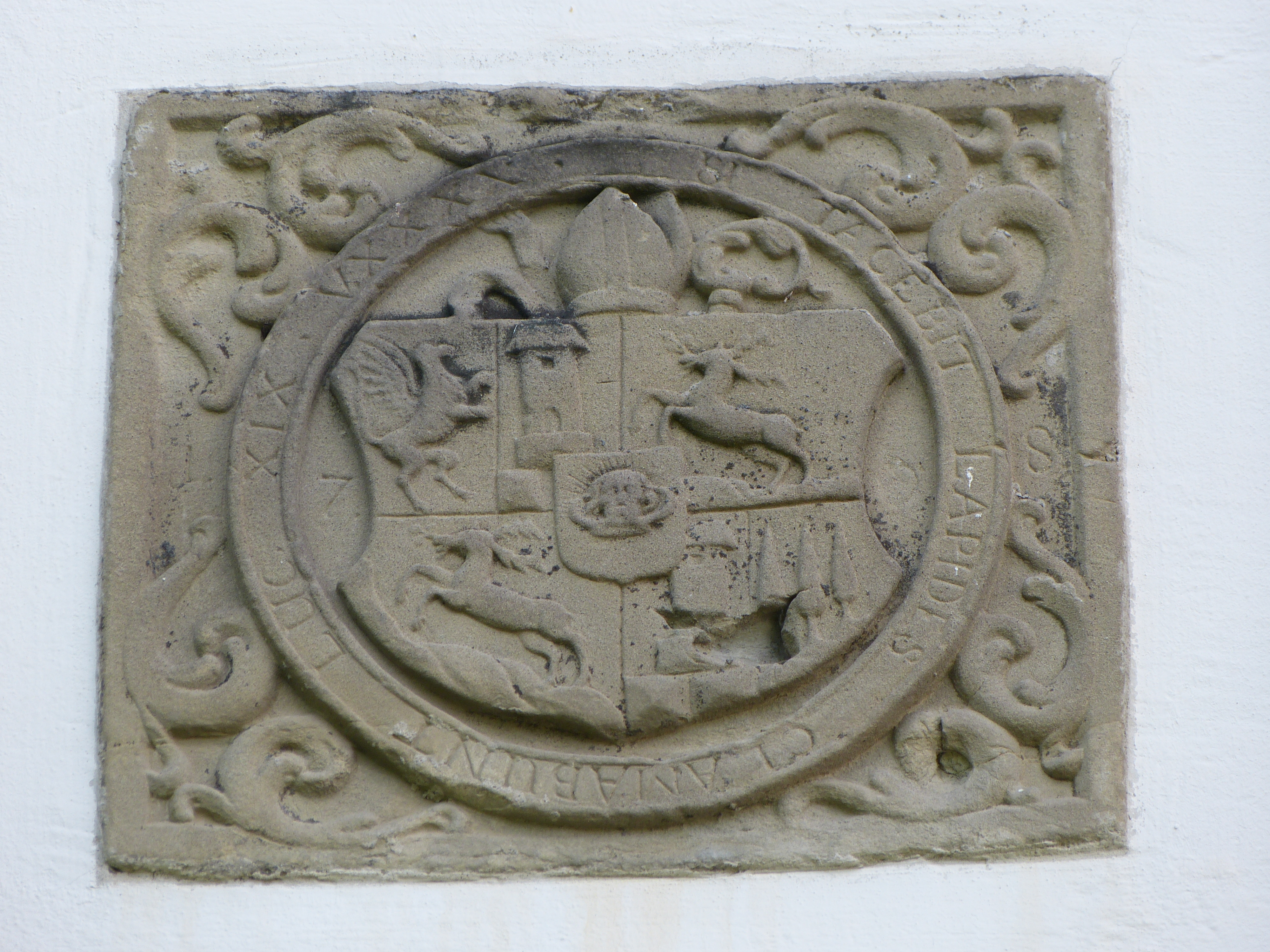
In die Wand eingelassenes Wappen des Abtes Marianus Biechele († 1708) im Siebnacher Pfarrhaus.

Das St. Johannes Baptist geweihte Kloster Steingaden wurde 1147 von Markgraf Welf VI., Sohn von Herzog Heinrich IX. von Bayern, als Prämonstratenser-Chorherrenstift sowie als Hauskloster und Grablege der Welfen gegründet. Die ersten Chorherren und der erste Abt stammten aus der Prämonstratenserabtei Rot an der Rot. 1176 erfolgte die Weihe der romanischen Klosterkirche. 1470 bis 1491 wurde die Abtei unter Abt Caspar Suiter im Stil der Spätgotik umgestaltet. 1525 erfolgte Brandschatzung und Plünderung im Bauernkrieg. Der Zerstörung im Dreißigjährigen Krieg folgte bis 1663 der Wiederaufbau unter Abt Augustin Bonenmayr im Stil des beginnenden Barock. Von 1740 bis 1750 wurde das Kirchenschiff im Rokoko ausgestattet.
Ein weiteres wichtiges kulturgeschichtliches Erbe, das mit dem Kloster Steingaden in Verbindung steht, ist die nahe gelegene Wieskirche. Sie wurde ab 1745 unter Abt Marinus Mayer erbaut und entwickelte sich schnell zu einer der wichtigsten Wallfahrtskirchen in Bayern.
Die unwegsame Lage dieser Kirche und der aufwendige Baustil brachten die Abtei jedoch in große finanzielle Schwierigkeiten. So stiegen die Baukosten von den ursprünglich veranschlagten 39.000 Gulden auf schließlich 180.000 Gulden; dazu kamen noch weitere 100.000 Gulden für die Umgestaltung der Abteikirche. Abt Augustin Bauer sah schließlich keinen anderen Ausweg, als 1783 bei Kurfürst Karl Theodor die Aufhebung des Stiftes zu beantragen, was dieser jedoch ablehnte. Als Augustin bereits ein Jahr später starb, verbot Karl Theodor die Wahl eines neuen Abtes. So wurde Gilbert Michl am 24. Oktober 1784 zum Administrator des Klosters ernannt. In den folgenden Jahren konnte Michl die Schuldenlast des Stiftes erheblich verringern, so dass der Geheime Rat zwei Jahre später die Wahl eines neuen Abtes genehmigte. Am 26. November 1786 wurde Gilbert Michl zum letzten Abt von Steingaden gewählt.
In den folgenden Jahren gelang es ihm, die finanzielle Lage des Klosters weiter zu verbessern. Sie blieb jedoch nach wie vor angespannt, auch da die Koalitionskriege immer wieder zu zusätzlichen Belastungen in Form von Sondersteuern, Einquartierungen und Erpressungen durch Soldaten führten.
Trotz der schlechten Finanzlage konnte sich das Kloster noch bauliche Investitionen leisten. So wurde unter Abt Gilbert von 1787 bis 1790 ein 75 Meter langer Neubau für die Klosterbrauerei errichtet, der für damalige Verhältnisse modern ausgestattet war und heute noch erhalten ist.
Konvent und Kloster wurden 1803 im Zuge der Säkularisation aufgehoben. 1804–1813 gehörte das Klostergut dem Schweizer Seidenbandfabrikanten, Mäzen, Philanthropen und Revolutionär Johann Rudolf Meyer (1739–1813) aus Aarau, danach dessen Sohn Johann Rudolf Meyer (1768–1825), einem der Erstbesteiger der Jungfrau. Letzterer verkaufte es 1816 dem bayerischen Staat zurück, der es zum Militärfohlenhof machte. Die Klostergebäude wurden 1819 bis auf den Flügel, der den romanischen Kreuzgang enthält, abgebrochen. Das Klostergut von 213 ha wurde 1965 von der Besitzerin der Pfarrkirchenstiftung Steingaden geschenkt.

## Liste der Pröpste und Äbte von Steingaden
Pröpste
- Anselm, 1147, 1158
- Conrad I., 1170, 1185
- Gebezo, † 1198 (unsicher)
- Walter, bis 1202
- Berthold I., 1202
- Gebezo II., 1220, 1226
- Berthold II., 1238, 1263
- Manegold, 1266, 1268
- Heinrich, 1273
- Dietrich, 1286
- Eberhard
- Ulrich I., 1299, 1312
- Berthold III., 1341
- Berthold IV., 1361, 1362
- Johann I.
- Conrad II.
- Ulrich II.
- Peter
- Johann II. Sürg von Sürgenstein, 1399, † 1431
- Johann III. Scheytterer, 1431–1445 (ab 1434 Abt)

Äbte
- Johann III. Scheytterer, 1434–1445
- Johann IV. Pfeiffer, 1445–1450
- Conrad III. Vischer, 1450–1456
- Caspar Suiter, 1456–1491; erhielt 1475 die Pontifikalien
- Vitus Maier, 1491–1500
- Ulrich III. Griesbeutel, 1501–1523
- Johann V. Dimpt, 1523–1535
- Michael Moser, 1535–1553
- Joachim Wiedemann (Salicetus), 1553–1580
- Gallus Theininger, 1580–1606
- Georg Frühschutz, 1606–1623
- Norbert Marstaller, 1623–1645
- Augustin I. Bonenmayr, 1645–1674
- Gilbert I. Schmid von Wellenstein, 1674–1684
- Hieronymus Hail, 1684–1687
- Augustin II. Baur, 1687–1699
- Marian I. Bichele, 1699–1708
- Anton Erath von Erathsburg, 1708–1715
- Magnus Pracht, 1715–1729
- Hyacinth Gassner, 1729–1745
- Marian II. Mayr, 1745–1772
- Gregor Fischer, 1772–1774
- Franz Weber, 1774–1777
- Augustin III. Bauer, 1777–1784
- Gilbert Michl, 1786–1803, † 1828

## Klosteranlage

### Klosterkirche

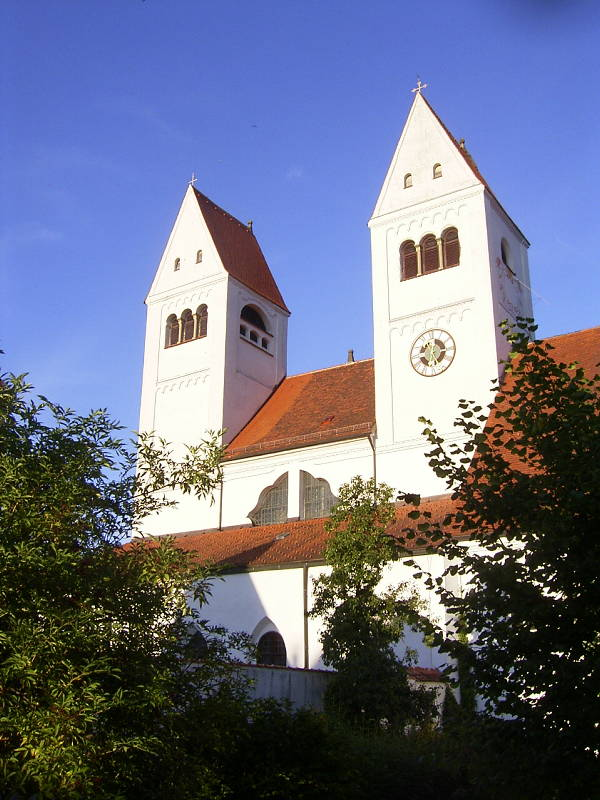
Klosterkirche St. Johannes Baptist

Die Klosterkirche St. Johann Baptist, auch Welfenmünster genannt, ist heute die Pfarrkirche von Steingaden.

### Kreuzgang
Von den Konventgebäuden hat nur der Westflügel (heute Pfarrhaus) die Säkularisation überstanden. Der zweistöckige Bau birgt in seinem Erdgeschoss die letzten erhaltenen Reste des ehemaligen Kreuzganges. Die neun romanischen Joche wurden in der Spätgotik eingewölbt. Nach außen öffnet sich der Kreuzgang in sieben dreiteiligen und zwei zweiteiligen Arkaden, die noch von barocken Blendbögen eingefasst werden. Die Säulenkapitelle zeigen unterschiedliche Ornamente, etwa Rosetten und Blattwerk. Am sechsten Joch springt die Brunnenkapelle aus der Mauerflucht, die dem heiligen Silvester geweiht war. Die Wände tragen spätgotische Fresken mit Darstellungen der Kreuzigung, Szenen aus dem Leben des heiligen Silvester, dem Schweißtuch der Veronika und anderem. Die spätgotische Wölbung zeigt die reiche Netzfiguration der Kreuzgangsjoche.

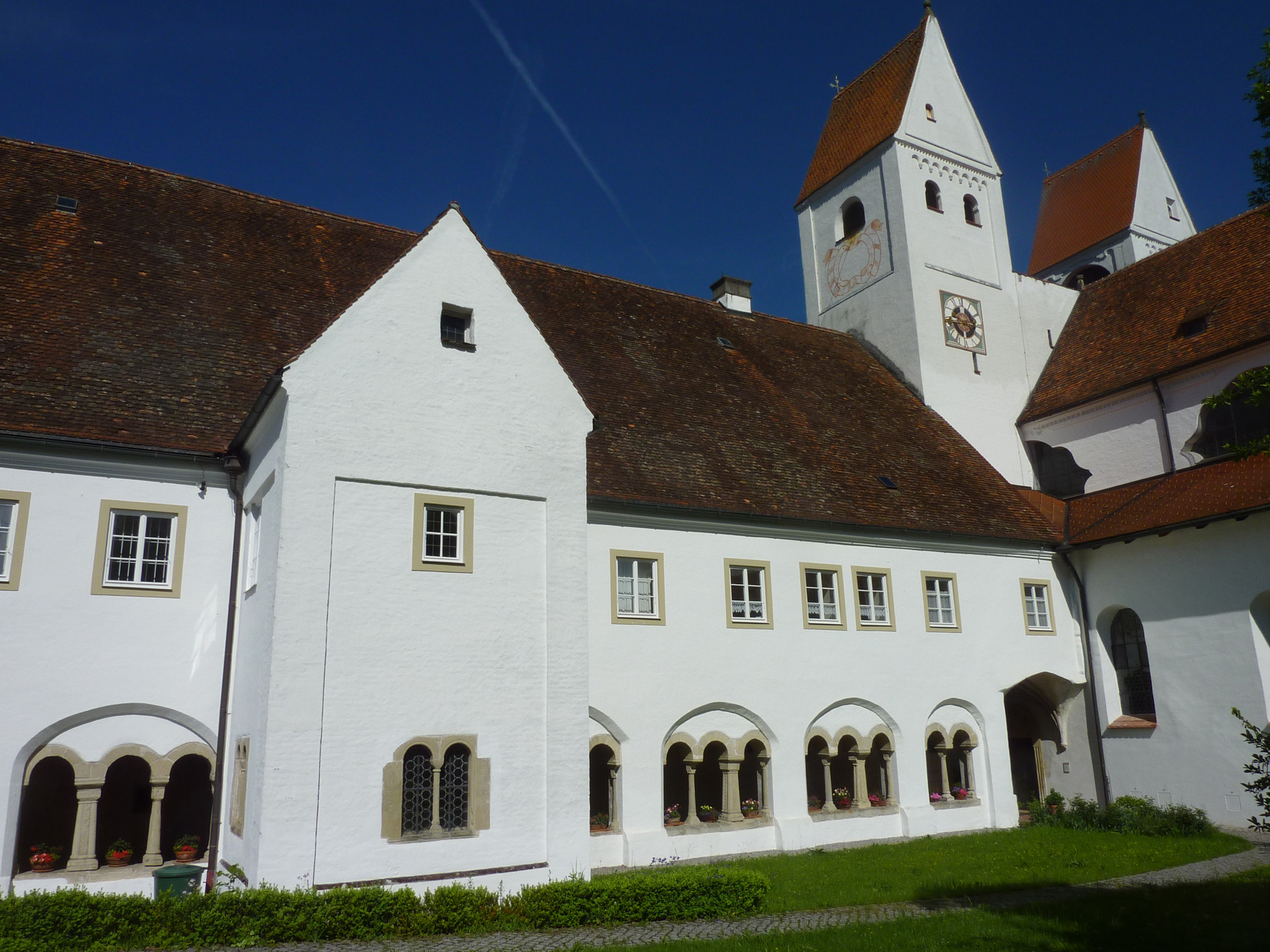
Westlicher Kreuzgangflügel mit Brunnenkapelle
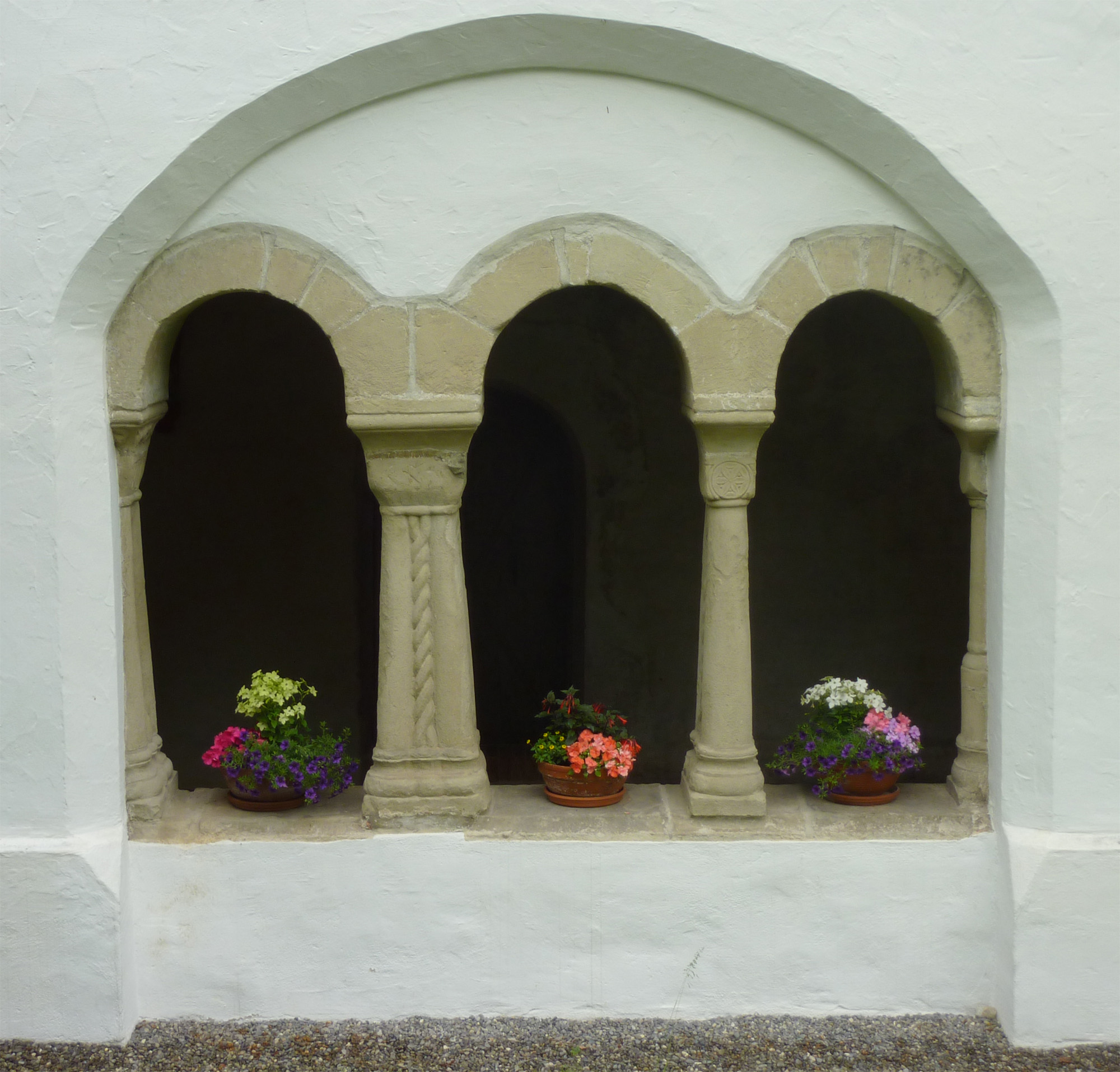
Arkade im Kreuzgang
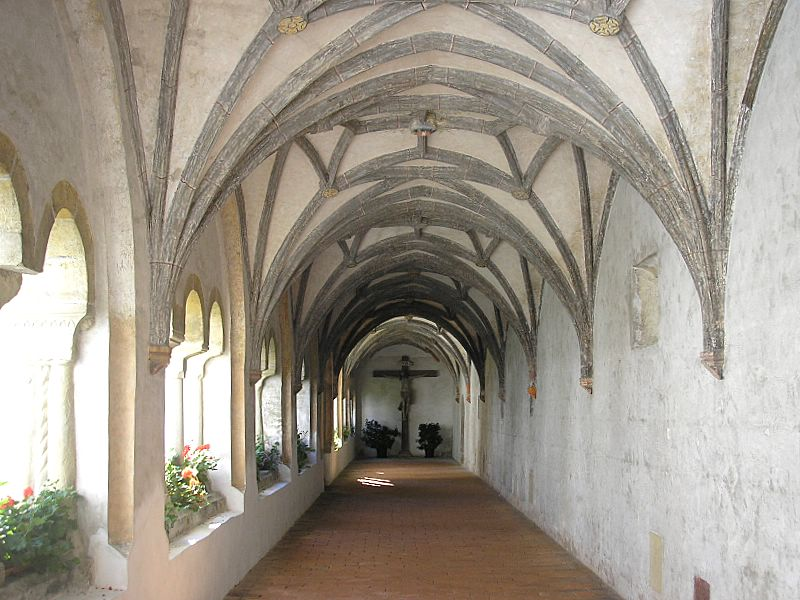
Westlicher Kreuzgangflügel (innen)

### Friedhof

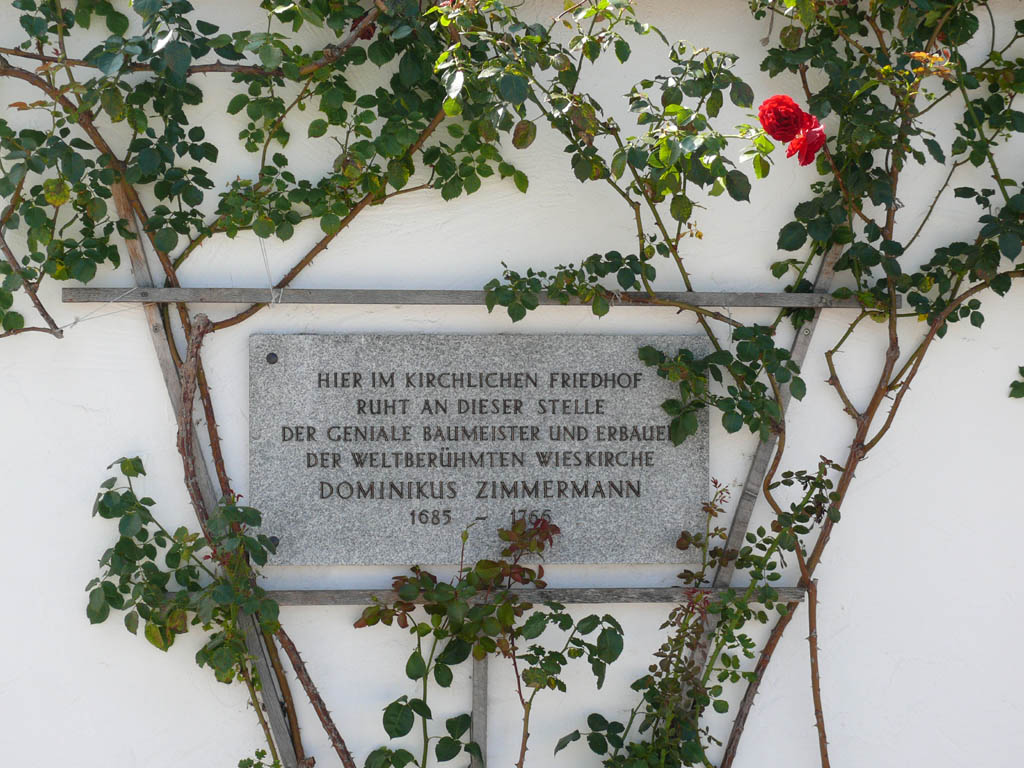
Grab des Dominikus Zimmermann

Auf dem Friedhof befindet sich das Grab von Dominikus Zimmermann, dem Baumeister der Wieskirche.

### Johanneskapelle

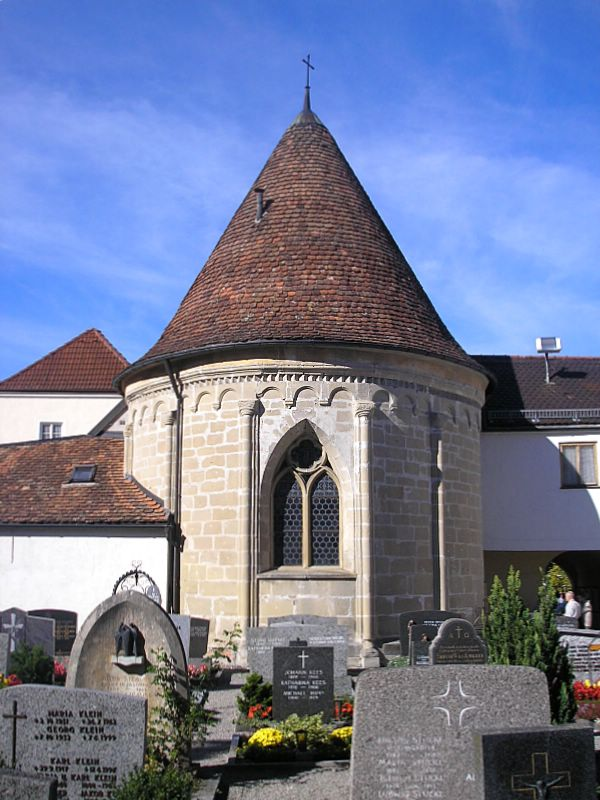
Die romanische Johanneskapelle

Der romanische Rundbau auf regelmäßigen Sandsteinquadern wurde der Überlieferung nach gegen 1154 im Auftrag Herzogs Welf VI. errichtet und erinnert an die Grabeskirche in Jerusalem. Unter Abt Ulrich III. Griespeitel (1501–1523) soll sie an die heutige Stelle neben dem Westeingang des Friedhofes versetzt worden sein. Der Schlussstein des Netzgewölbes ist mit „1511“ bezeichnet. Außen deutet nur das gotische Spitzbogenfenster der Ostseite auf diesen Wiederaufbau hin. Die hochmittelalterliche Gliederung besteht aus Wandvorlagen mit Halbsäulen, deren Kapitelle einen Rundbogenfries stützen. Darüber läuft ein Zahnschnittband um den Bau. Die Westseite wird allerdings seit 1589 durch ein Torhaus verdeckt. Das rundbogige Nordportal besitzt noch sein altes Tympanonrelief mit den Halbfiguren des Erlösers zwischen Maria und Johannes. Links neben dem Portal sind zwei Löwenreliefs in das Mauerwerk eingefügt.
Nach der Säkularisation musste der Sakralraum als Holzlege herhalten. 1845 erwarb Reichsgraf Eckbrecht von Dürckheim-Montmartin die Kapelle, um sie ab 1853 zur Familiengruft umgestalten zu lassen, in der auch Karlfried Graf Dürckheim begraben liegt. Der neuromanische Steinaltar ist eine Schöpfung von Ludwig Foltz d. J. (1853), der an der Westwand hängende Totenschild stammt aus dem 20. Jahrhundert.

### Klostermuseum
Im ehemaligen Apothekentrakt des Klosters, unmittelbar an die Klosterkirche anschließend, befindet sich das Klostermuseum im Pfarrhof.